# فرانتس فانون
فرانتس عمر فانون (بالفرنسية: Frantz Fanon) (20 يوليو 1925 - 6 ديسمبر 1961) ويُعرف باسم إبراهيم عمر فانون، هو طبيب نفسانيّ وفيلسوف اجتماعي من مواليد فور دو فرانس - جزر المارتنيك، عرف بنضاله من أجل الحرية وضد التمييز والعنصرية.
خدم خلال الحرب العالمية الثانية في «جيش فرنسا الحرة وحارب ضد النازيين. التحق بالمدرسة الطبية في مدينة ليون، وتخصّص في الطبّ النفسي ثم عمل طبيباً عسكرياً في الجزائر في فترة الاستعمار الفرنسي، عمل رئيساً لقسم الطبّ النفسي في مستشفى البليدة ـ جوانفيل في الجزائر، حيث انخرط منذ ذاك الحين في صفوف جبهة التحرير الوطني الجزائرية. وعالج ضحايا طرفي الصراع، على الرغم من كونه مواطناً فرنسياً. وفي عام 1955, انضم فرانتس فانون كطبيب إلى جبهة التحرير الوطني الجزائرية (F.L.N). غادر سرّاً إلى تونس، وعمل طبيباً في مشفى منوبة، ومحرراً في صحيفة «المجاهد» الناطقة باسم الجبهة، كما تولى مهمات تنظيمية مباشرة، وأخرى دبلوماسية وعسكرية ذات حساسية فائقة.
وفي 1960 صار سفير الحكومة الجزائرية المؤقتة في غانا. توفي فانون عن عمر يناهز الـ36 بمرض سرطان الدم ودفن في مقبرة مقاتلي الحرية الجزائريين.
يعتبر أحد أبرز من كتب عن مناهضة الآخرين في القرن العشرين. ألهمت كتاباته ومواقفه كثيراً من حركات التحرر في أرجاء العالم، ولعقودٍ عديدة. آمن فرانتس فانون بأن مقاومة الاستعمار تتم باستعمال العنف فقط من جهة المقموع، فما أخذ بالقوة لا يسترد إلا بالقوة.

## من أعماله

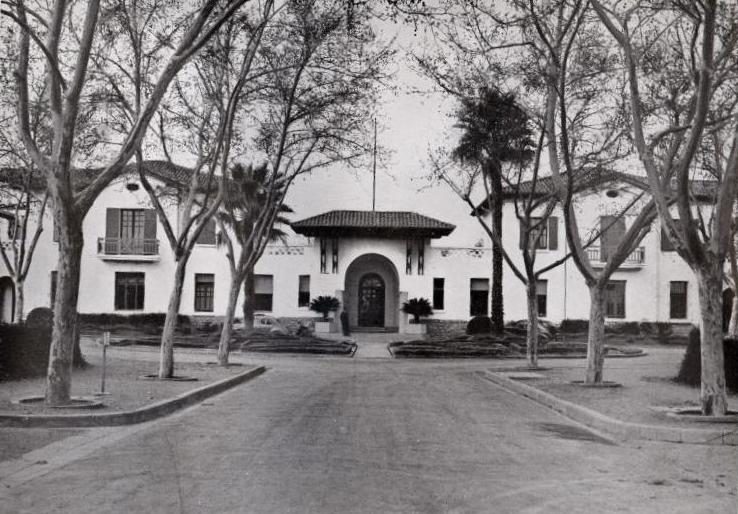

- معذبو الأرض (1961): ترجمة الدكتور سامي الدروبي والدكتور جمال الأتاسي (بيروت؛ الجزائر: دار الفارابي ومنشورات آنيب ANEP، 2004).
- Black Skin, White Masks بشرة سمراء، واقنعه بيضاء (1952).
- استعمار يحتضر (1959).

## أفكاره
- إن شعوب العالم الثالث التي تركتها الدول الغربية وحكمت عليها بالتقهقر إلى الوراء، أو على الأقل بالجمود في مكانها، بسبب أنانيتها واستئثارها بالإنسانية، عليها أن تتطور على أساس الاكتفاء الذاتي الجماعي.
- تُخطئ تلك الشعوب إن هي استنجدت بالبلاد الرأسمالية. إنها قويةٌ بحقها وبعدالة مواقفها، وعليها أن تشرح للبلاد الرأسمالية وجوب الكف عن تصوير شعوب العالم الثالث في صورة موجة تهدد بابتلاع أوروبا كلها.
- إن العالم الثالث لا يريد أن ينظم حملة جوع واسعة على أوروبا، وكل ما يطلبه من هؤلاء الذين أبقوه عبداً ذليلاً خلال قرون عديدة، هو أن يساعدوه على رد الاعتبار للإنسان في كل مكان إلى الأبد. ولكن على دول العالم الثالث ألا تبلغ من السذاجة حد الاعتقاد بأن هذا الفعل الأنساني سيتحقق بمساعدة الحكومات الغربية وحسن نيتها. إن هذا العمل العظيم الذي يبتغي إعادة إدخال الإنسان إلى العالم، الإنسان كله، إنما يتم بمعونة الذات الغربية التي كثيراً ما تحالفت، للأسف الشديد، مع الآخر الغربي/العالمي في معضلات المستعمرات. ومن أجل تحقيق ذلك لابد أن تقرر الذات الغربية أولاً أن تستيقظ من سباتها، وأن تنفض أدمغتها، وأن تكف عن تمثيل ذلك الدور غير الإنساني الذي تستعذب تمثيله من دون أدنى شعور بالمسؤولية، وهو دور الحسناء النائمة في الغابة!
- ينبغي أن لا تُضلل تنازلات الآخر الغربي الذات المناضلة عن الحقيقة، وأن لا تعميها عنها، فهذه التنازلات ليست إلا تنازلات لا تمس جوهر الأمر في حقيقتها، حتى ليمكن أن يُقال، أن تنازلاً لا يمس الجوهر ما لم يتناول الثقافة الاستعمارية في جوهرها.
- إن الأشكال الوحشية التي يجسدها وجود المحتل على الأرض قد تزول زوالاً تاما. والواقع أن زوالها هذا لا يعدو كونه تخفيضاً للنفقات التي ينفقها المحتل، ولا يعدو كونه إجراءً إيجابياً من اجل الحيلولة دون بعثرة قواه. ولكن الشعب الخاضع للاستعمار لا يلبث أن يدفع ثمن ذلك باهظاً، يدفع ثمنه مزيداً من تحكم الاستعمار وتلاعبه بمصيره. لذا يصير لزاماً تذكير الشعب بأمثلة تاريخية تساعده على الاقتناع بأن مهزلة التنازل هذه وبأن تطبيق مبدأ التنازل هذا، قد أديا إلى سيطرة الاستعمار سيطرة، وإن كانت أخفى، إلا أنهاأكمل وأشمل. يجب أن يعرف الشعب وأن يعرف مجموع المناضلين في شتى بقاع الأرض ذلك القانون التاريخي، وهو أن هناك تنازلات ليست في حقيقتها إلا أغلالاً لاإنسانية.

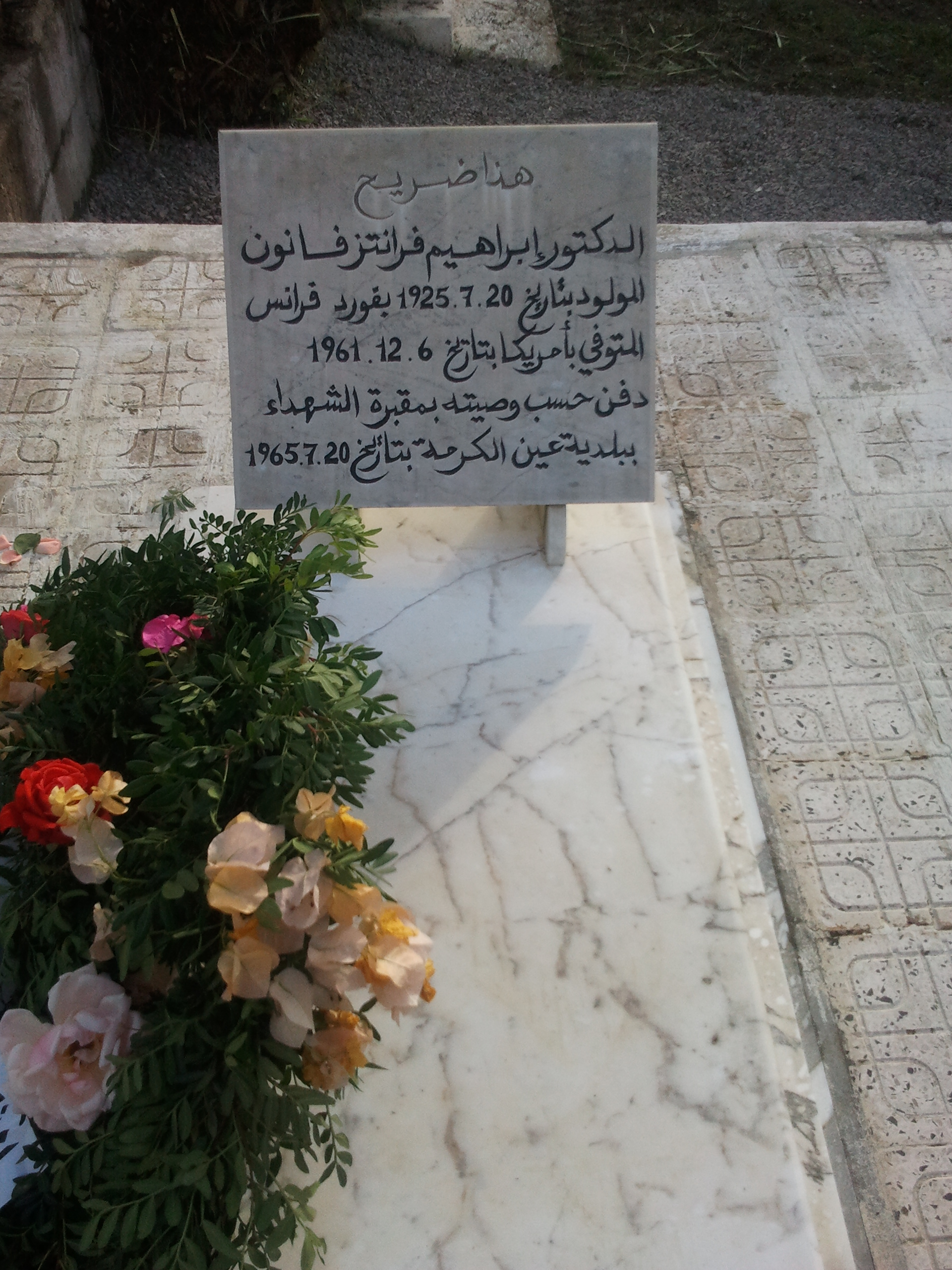

- على الشعب أن يدرك أن الاستقلال الوطني يُبرز وقائع أخرى كثيرة هي في بعض الأحيان متباعدة بل ومتعارضة. فهناك أجزاء منه ـ الآخر المحلي ـ لها مصالح خاصة لا تتفق اتفاقاً كاملاً دائماً مع المصلحة الوطنية. والشعب، وان تبنى في بداية الكفاح تلك الثنائية التي أوجدها الاستعمار الأجنبي: البيض والسود، العربي والرومي، يبيت لزاماً عليه أن يدرك أنه يتفق لسودٍ أن يكونوا أكثر بياضاً من البيض، وأن هناك فئات من السكان لا يحملها إمكان ارتفاع راية وطنية وإمكان قيام أمة فتية على التنازل عن امتيازاتها وعن مصالحها. كما يبيت لزاماً على الشعب أيضاً أن يدرك أن هناك أناساً من بني وطنه لا يتمسكون بمصالحهم فحسب، بل ينتهزون كذلك فرصة النضال لتعزيز وضعهم المالي وقوتهم. فهم يتاجرون ويحققون أرباحا طائلة، على حساب الشعب ـ الذات ـ الذي يضحي بنفسه دائماً، ويروي بدمه تراب الوطن. إن المناضل الذي يجابه بوسائله البدائية آلة الاستعمار الجهنمية ـ آلة الآخر العالمي ـ يكتشف أنه بقضائه على الاضطهاد الاستعماري يساهم في خلق جهاز استغلالي آخر، وهو اكتشاف مؤلم وشاق ومثير. فقد كان الأمر بسيطاً للغاية في البداية، كان هناك في نظره أشرارٌ من جهة، وطيبون من جهة أخرى. أما بعد الاستقلال الوطني، يحل محل الوضوح الخيالي اللاواقعي الأول ظلام يفصم الوعي. إذ يكتشف الشعب أن ظاهرة الاستغلال الظالمة يمكن أن تأخذ مظهراً أبيضاً أو عربياً. والخيانة هاهنا ليست وطنية فحسب بل ثقافية، لذا على الشعب أن يتعلم كيف يُندد باللصوص. وعليه كذلك في مسيره الشاق إلى المعرفة العقلية، أن يترك تلك النظرة التبسيطية الساذجة التي كان يتميز بها إدراكه للمتسلط..!

## وصلات ذات صلة
- 2011, année Frantz Fanon
- Frantz Fanon

## روابط خارجية
- فرانتس فانون على موقع IMDb (الإنجليزية)
- فرانتس فانون على موقع الموسوعة البريطانية (الإنجليزية)
- فرانتس فانون على موقع مونزينجر (الألمانية)
- فرانتس فانون على موقع ميوزك برينز (الإنجليزية)
- فرانتس فانون على موقع أول موفي (الإنجليزية)
- فرانتس فانون على موقع إن إن دي بي (الإنجليزية)
- فرانتس فانون على موقع ديسكوغز (الإنجليزية)
- فرانتس فانون على موقع قاعدة بيانات الفيلم (الإنجليزية)
- فرانتس فانون على موقع كينوبويسك (الروسية)